# Batalla de Vuhledar
La batalla de Vuhledar va ser una batalla important entre les Forces Armades de Rússia i Ucraïna pel control de Vuhledar, una ciutat a l'óblast de Donetsk, durant la invasió russa d'Ucraïna.
El primer esforç rus principal per capturar la ciutat va tenir lloc en els primers mesos de 2023, després d'un avanç per l'àrea circumdant de Vuhledar l'any anterior. Aquest assalt dins i al voltant de la ciutat va acabar en un fracàs, amb pèrdues a gran escala, i l'acomiadament del comandant Rustam Muradov, que va dirigir l'atac. De la mateixa manera, es van iniciar intents fallits a petita escala per avançar prop de la ciutat durant el 2023 i la primera meitat del 2024.
A finals d'agost de 2024, es va llançar un renovat esforç a gran escala per capturar Vuhledar. Ajudat pel suport dels avenços simultanis en els flancs sud, oest i est de la ciutat, les forces russes gairebé encerclaven Vuhledar a finals de setembre, mentre que assalten la ciutat en si. L'1 d'octubre, Vuhledar va ser capturat.

## Antecedents
principis de març, després de la invasió russa d'Ucraïna, les forces russes i de la RPD van capturar la ciutat de Volnovakha i van començar a consolidar un setge a Mariúpol, connectant amb les tropes a la província de Zaporíjia i capturant de manera efectiva gran part del sud d'Ucraïna. Després de la pèrdua de Volnovakha, la 53a Brigada Mecanitzada d'Ucraïna es va retirar a Vuhledar.
El 14 de març, l'exèrcit ucraïnès va afirmar que l'exèrcit rus estava intentant trencar en direcció a Vuhledar.
El 6 d'abril, les forces russes van bombardejar un centre de distribució d'ajuda humanitària a Vuhledar, matant a quatre persones i ferint a quatre més. L'endemà, el cap de l'óblast de Donetsk, Pavlò Kirilenko, va dir que les batalles estaven en curs a Vuhledar.
El 21 de juny, la 53a Brigada d'Ucraïna va reconquerir Pavlivka, al sud de Vuhledar, afirmant haver perdut només un soldat mort i tres ferits durant l'operació per recuperar el poble. Les forces oposades havien sumat uns 150 homes, que comprenien els marines russos, deu dels quals van ser fets presoners, i les forces separatistes, "desenes" dels quals van ser assassinats en acció, segons els ucraïnesos.
El 10 d'agost, l'exèrcit ucraïnès va afirmar que les forces russes havien bombardejat Vuhledar.
L'exèrcit ucraïnès va afirmar que les forces russes havien bombardejat Vuhledar el 21 de setembre.
El 28 de setembre les forces ucraïneses havien rebutjat un assalt rus prop de Pavlivka.

## Batalla

### Captura de Pavlivka i aproximació a Vuhledar (28 d'octubre del 2022- 24 de gener del 2023)
Segons els warblogs russos, les forces russes van llançar un assalt a Pavlivka des de posicions prop dels pobles de Iehorivka i Mikilske la nit entre el 28 i el 29 d'octubre. Algunes fonts russes van afirmar que les forces russes van trencar les defenses ucraïneses i van aconseguir entrar als afores del sud-est de Pavlivka. Dels 60 homes en un escamot de la 155a Brigada d'Infanteria Naval russa, uns 40 van morir i només vuit van escapar d'una lesió greu que va assaltar la ciutat a finals d'octubre.
Un warblog rus va afirmar que les forces russes controlaven la meitat de Pavlivka el 31 d'octubre.
Daniil Beznosov, un oficial de la RPD, va afirmar l'1 de novembre que les ofensives en curs prop de Pavlivka i Novomikhailivka probablement tenien la intenció d'encerclar les forces ucraïneses a Vuhledar.
El 2 de novembre, fonts russes van dir que els combats al voltant de Pavlivka i Vuhledar havien "lent, però no aturat". Simultàniament, les forces russes van atacar les instal·lacions d'infraestructura amb míssils i drons iranians Shahed-136.
Segons David Axe de Forbes, el 4 de novembre, la 155a Brigada de Rússia i la 40a Brigada d'Infanteria Naval havien patit fins a 300 baixes durant els assalts a Pavlivka. Els membres de la 155a Brigada van publicar una carta criticant al comandant Rustam Muradov i cridant a l'ofensiva sobre Pavlivka "incomprensible".
Simultàniament, les forces russes van atacar les instal·lacions d'infraestructura a Vuhledar el 2 de novembre amb míssils i drons iranians Shahed-136.
El 20 de desembre, segons Nazarii Kishak, comandant de la 72a Brigada d'Ucraïna a la primera línia de Vuhledar, la seva unitat, el 48è Batalló, va aconseguir matar 11 russos el 26 de desembre, en comparació amb 400 en quatre dies el mes anterior. Altres comandants ucraïnesos de la zona van expressar la seva preocupació per l'estabilitat de la defensa de la ciutat, ja que els metges locals rebien fins a 60 baixes ucraïneses al dia. La mateixa font també va afirmar que els russos estaven utilitzant un morter pesat autopropulsat 2S4 Tiulpan, que, a 240 mm, és el més gran actualment en ús. Al desembre, els soldats del PMC Patriot de Serguei Xoigú van ser descoberts per primera vegada prop de Vuhledar. També al desembre, va sortir a la superfície informació pública que el coronel Sukhrab Akhmedov, comandant de les tropes de defensa costanera, podria ser retirat de la seva posició, juntament amb el coronel Mikhaïl Gudkov, comandant de la 155a Brigada de Marines.

### Primer assalt principal (24 gener 2023 - 28 d'abril)
L'assalt més gran a Vuhledar durant tota la guerra va començar la nit del 24 de gener de 2023. El 25 de gener, el corresponsal de guerra Andri Rudenko va declarar que les tropes ucraïneses havien perdut la primera línia de defensa prop de la ciutat i es van retirar a la ciutat. El portaveu del DNR, Daniil Bezsonov, va afirmar que el Batalló Kaskad del RPD havia participat en un avanç, juntament amb membres de la 155a Brigada d'Infanteria Naval russa. Les ofensives localitzades van tenir lloc per les forces russes el mateix dia, encara que la intel·ligència britànica va avaluar que era poc probable que aquests atacs fossin capaços de mantenir qualsevol terreny.
El portaveu del Comandament Oriental d'Ucraïna, Serhi txerevati, va afirmar que les tropes russes van disparar a Vuhledar 322 vegades el 26 de gener, amb 58 batalles localitzades.
Les tropes ucraïneses també van rebutjar els atacs russos a la part occidental de la ciutat el 26 de gener, encara que les forces russes van consolidar algunes posicions al voltant de la meitat oriental. Txerevati també va reclamar 109 soldats russos morts i 188 ferits.
El 27 de gener, les forces russes van bombardejar Vuhledar amb un llançacoets termobaric TOS-1. En els dies següents, les forces russes van patir moltes baixes durant la batalla, amb la 155a Brigada d'Infanteria Naval prenent el pitjor de les pèrdues.
El 31 de gener, la intel·ligència britànica va afirmar que els avenços russos a Vuhledar eren poc probables per fer cap progrés addicional.
Segons l'analista austríac Tom Cooper des del 2 de febrer, la 155a Brigada de Marines podria haver perdut 200-230 homes morts en acció durant els primers tres dies de l'operació, amb els ucraïnesos afirmant haver abatut 5-6 helicòpters Kamov Ka-52 entre el 24 i el 28 de gener. Fins i tot va esmentar un rumor "que totes les unitats russes involucrades van patir fins a 20.000 baixes durant l'última setmana". No obstant això, Cooper va considerar que aquest últim era "salvatgement exagerat", i va creure que un atac de 1.500 reforços russos reunits en un sol edifici en el poble proper de Kirioovka (que suposadament va infligir 'centenars' de víctimes) podria haver causat els informes anteriors de pèrdues massives russes a la zona de Vuhledar.
A principis de febrer, van sorgir vídeos de Vuhledar al·legant que mostraven una columna russa destruïda prop de la ciutat. Un assalt rus al voltant del 6 de febrer va veure 30 tancs i altres armes pesants destruïdes per l'artilleria ucraïnesa. En una entrevista de la RFE/RL, familiars de soldats morts van declarar que molts voluntaris tàrtars del Batalló d'Alga van morir en l'atac del 6 de febrer. Aquestes grans pèrdues van fer que les principals unitats de combat de Vuhledar es convertissin en la 72a Brigada de Fusellers Motoritzats, composta principalment per tàrtars. El tinent d'alcalde de la ciutat, Maksim Verbovski, va declarar que les tropes russes estaven tractant d'envoltar la ciutat des de dos costats, havent avançat als pobles propers, tot i que es van veure obligades a retrocedir per les defenses ucraïneses.
Es va iniciar una ofensiva russa contra la línia defensiva ucraïnesa durant la segona setmana de febrer. El 8 de febrer, una ofensiva de tancs, vehicles de combat d'infanteria i infanteria va fracassar amb grans pèrdues, incloent-hi la pèrdua de gairebé 30 vehicles blindats, vehicles blindats, vehicles blindats i tancs. L'exèrcit ucraïnès va anunciar que gairebé tota la 155a Brigada d'Infanteria Naval russa va ser destruïda i que Rússia va perdre 130 unitats d'equipament, incloent 36 tancs. En el mateix anunci, també van afirmar que els russos estaven perdent 150-300 marines morts al dia en la batalla. El general Rustam Muradov, comandant del Districte Militar Oriental i de l'ofensiva de Vuhledar va ser atacat per no aconseguir l'objectiu.
El 13 de febrer, un soldat rus de la 3a Companyia de la 155a Brigada va dir que 500 soldats havien mort durant un assalt, i que era un dels només vuit supervivents de la seva companyia de 100 homes.
El 15 de febrer, Ben Wallace, secretari d'Estat de Defensa britànic, va dir que més de 1.000 soldats russos havien mort en només dos dies, i que tota una brigada russa havia estat efectivament "aniquilada". En un vídeo apel·lació al president rus Vladímir Putin publicada el 25 de març de 2023, al voltant de 20 membres d'una unitat encarregada d'assaltar Vuhledar, identificats com l'Esquadró de Tempesta, la 5a Brigada del 1r Cos del 8è Exèrcit rus, van afirmar que els seus comandants estaven utilitzant tropes anti-retirades per obligar-los a avançar. Van declarar que fins a 304 dels seus membres havien mort, inclòs el comandant de la companyia, i que 22 havien estat ferits.
L'Institut Americà per a l'Estudi de la Guerra va avaluar que entre el 15 i el 23 de febrer, les forces russes van continuar llançant assalts a Vuhledar, encara que sense canvis territorials significatius. La ISW també va reclamar elements de la 155a Brigada d'Infanteria Naval rebutjant participar en alguns assalts.
El 2 de març un parlant al New York Times, Vladislav Bayak, comandant de la 72a Brigada Mecanitzada, va afirmar que molts contraatacs ucraïnesos es fan a través de l'emboscada dels vehicles russos que utilitzen drons o esperant que els tancs estiguin a l'abast dels míssils antitanc ucraïnesos.
El 14 de març, un soldat ucraïnès va trobar una llibreta que aparentment pertanyia a un oficial rus encara sense nom. El quadern semblava proporcionar un recompte diari de mà d'obra en un grup d'assalt de mida d'un batalló. Un centenar de soldats van atacar posicions ucraïneses el 2 de març, segons les notes. Només van tornar els 16. Dos dies més tard, 116 russos van atacar. Vint-i-tres van sobreviure. El 4 de març, 103 soldats van abandonar el seu bivouac. Només van tornar 15. L'endemà, de 115 atacants, tres van tornar. Segons les notes, aquesta formació russa va perdre 377 soldats en només uns dies.
El 3 d'abril, The Moscow Times va informar que el general rus encarregat de l'ofensiva de Vuhledar, Rustam Muradov, havia estat acomiadat.
El 6 d'abril, el Ministeri de Defensa britànic va descriure l'esdeveniment com l'"acomiadament militar rus més alt de 2023".
El 15 d'abril, el general de brigada ucraïnès Oleksander Tarnavski va publicar una foto d'almenys quatre tancs russos destruïts prop de Vuhledar. Juntament amb la imatge, va declarar que les tropes russes descansen prop de Vuhledar. Les forces de defensa mantenen posicions prop de la ciutat i impedeixen que l'enemic s'acosti a Avdíivka. La nostra artilleria està funcionant amb precisió, i tots els soldats de les guineus actuen al més alt nivell.
El 21 d'abril, el comandant en cap d'Ucraïna Valeri Zalujni va descriure com les seves forces havien tornat a derrotar la 155a Brigada de Marines Separats, i que les 35a Brigada de Marines i 56a Brigada ucraïnesa havien capturat més de vint marines russos durant un contraatac.
Entre el 26 i el 28 d'abril, les forces ucraïneses van afirmar haver destruït almenys quatre tancs T-80 i T-72 prop de Nevel's'ke, una ciutat a només 20 milles al sud de Vuhledar.

### Combats de baixa intensitats i avançs de tropes russes per l'est (28 d'bril - 31 d'agost)
El 2 de novembre, la 155a Brigada Marina tornà a intentar un assalt a Vuhledar, i fou derrotada per la 72a Brigada Ucraïnesa. Les baixes van ser, segons els informes, greus, amb potser mil vides russes perdudes, juntament amb 60 pèrdues de vehicles (incloent-hi tancs T-72B3 i T-80BV) en comparació amb 17 vehicles perduts pels ucraïnesos en un sol dia.
El 10 de març de 2024, les forces ucraïneses van afirmar haver rebutjat una columna de vehicles russos.
El 4 de maig, els ucraïnesos van publicar fotos de 32 vehicles russos danyats o destruïts després d'un assalt de la 5a Brigada de Tancs, la 37a Brigada de Fusellers Motoritzats i la 40a Brigada d'Infanteria Naval. Tot i que la data exacta de l'atac no estava especificada, probablement estava a prop de la data de publicació, ja que alguns dels vehicles eren "tancs de tortugues", que Rússia només va començar a utilitzar en les setmanes anteriors al maig.
El 23 de juny, els warblogs russos van afirmar que les forces russes van avançar en una àrea de fins a 4,85 quilòmetres d'ample i 1,55 quilòmetres de profunditat al sud-oest de Novomikhailivka, a l'est de Vuhledar.
El 28 de juny, les forces ucraïneses van destruir una columna russa a Vuhledar, que havia atacat i fracassat en tallar la defensa de la 72a Brigada Mecanitzada. La brigada va afirmar haver eliminat 16 tancs T-80, 34 vehicles de combat i 19 motocicletes, i haver matat o ferit greument a més de 800 soldats russes en l'assalt.
El 8 d'agost, els warglogs russos van afirmar que les forces russes van avançar al sud-est de Vodiane, al Nord-est de Vuhledar.
El 18 d'agost, els warblogs russos van afirmar que les forces russes es van apoderar del pou de ventilació de la mina número 1 de Pivdennodonbaska i van avançar en una zona de fins a 3,53 quilòmetres d'ample i 2,12 quilòmetres de profunditat prop del pou de la mina.
El 29 d'agost, warblogs russos van afirmar que les forces russes van avançar cap al nord més enllà de la carretera T-05-09 a l'oest de Pavlivka i van avançar per un front de fins a 2,5 quilòmetres d'ample i un quilòmetre de profunditat al nord-est de Vuhledar.

### Segont assalt principal i la seva captura (1 de setembre - 1 d'octubre)
L'1 de setembre, la defensa de la 72a Brigada Mecanitzada va dir que aquests atacs "estaven entre els més intensos i pesats en més d'un any". Fonts russes van afirmar que les forces russes van poder prendre posicions al voltant de la mina de carbó número 1 al nord-est de Vuhledar.
El 3 de setembre, les forces russes havien capturat Pretxistivka, a l'oest de Vuhledar, després que una columna de vehicles blindats avancés cap al poble, i avançés cap a Vodiane, al nord-est de Vuhledar. Fonts russes van dir que els avenços eren part d'un intent d'envolupament de soldats ucraïnesos a Vuhledar.
El 8 de setembre, les forces russes van capturar Vodiane, acostant-los a Vuhledar des del nord-est. Alguns dels soldats defensors de Vuhledar van ser traslladats al front prop de Pokrovsk.
El 22 de setembre, l'amenaça d'encerclament s'havia aprofundit per a les tropes ucraïneses estacionades a Vuhledar quan les forces russes van continuar avançant sobre la ciutat des de totes les direccions, prenent possessió de l'última entrada a la ciutat. Un analista militar ucraïnès va declarar que Vuhledar "està pràcticament envoltat" i "podria caure en qüestió de dies". Les forces russes van començar a assaltar Vuhledar en els dies següents, entrant a la mateixa ciutat des de l'est, i van augmentar els atacs amb bombes a la ciutat. Mentrestant, el comandant de la 72a Brigada Mecanitzada va ser transferit a una posició diferent enmig d'una situació cada vegada pitjor per a la brigada a Vuhledar.
El 27 de setembre, el comandant adjunt d'una brigada ucraïnesa que operava a la zona va informar que la direcció de Vremivka a l'oest de Vuhledar continua sent una secció important de la primera línia i que les forces russes duen a terme atacs utilitzant columnes de cinc a 10 vehicles en aquesta direcció. El comandant adjunt va afegir que les forces russes duen a terme nous assalts amb una hora de diferència i que les forces russes poden dur a terme de tres a quatre atacs al dia. L'observador militar ucraïnès Kostiantin Mashovets va declarar que elements de la 39a Brigada de Fusilers Motoritzats i el 430è Regiment de Fusilers Motoritzats van avançar a Vuhledar oriental i central i que altres unitats russes estan avançant prop dels afores occidentals de Vuhledar. Els operadors de drons de la 14a Brigada Spetsnaz estan operant a Vuhledar.
El 30 de setembe, més avenços al llarg del flanc occidental de Vuhledar al nord-est de Pretxistivka i al nord de Pavlivka van permetre a les forces russes entrar simultàniament a la ciutat des de l'oest, pressionant i amenaçant d'encerclar completament les tropes ucraïneses restants al centre de Vuhledar. Un soldat ucraïnès que defensava la ciutat parlava de la disminució dels subministraments i la subsistència i de com el gairebé encerclament de la ciutat havia necessitat utilitzar petits grups de soldats per fugir de Vuhledar, i que aquestes accions eren costoses en baixes. Kyiv Post va informar que els soldats de la 123a Brigada Territorial, enviats per reforçar la 72a Brigada Mecanitzada, van desertar de les seves posicions, causant un efecte negatiu en la moral.
L'1 d'octubre, el cap de l'Administració Militar de l'Oblast de Donetsk, Vadim Filashkin, va informar que les tropes russes estaven lluitant al centre de la ciutat. La ciutat va ser capturada el mateix dia. El grup de forces ucraïneses Khortitsia va anunciar la retirada l'endemà.
El 2 d'octubre, el comandant de la 123a Brigada ucraïnesa que defensava Vuhledar, Ihor Hrib va ser informat mort; es va iniciar una investigació per determinar la causa de la seva mort, que va ser informat preliminarment com a suïcidi. El Ministeri de Defensa de Rússia va anunciar oficialment la captura de la ciutat el 3 d'octubre.

## Conseqüències
Després de la captura de Vuhledar, les forces russes van explotar la caiguda de la ciutat per fer avenços significatius al nord i nord-oest d'ella; els assentaments de Bohoiavlenka, Novoukrainka, Iasna Poliana, Shakhtarske i Maksimivka van ser capturats a finals d'octubre a principis de novembre de 2024.

### Impacte
Al febrer de 2023, el tinent d'alcalde Verbovsky va declarar que Vuhledar "va ser destruït", amb "el cent per cent dels edificis danyats;" menys de 500 civils, i només un nen, van romandre a la ciutat una vegada poblada amb 15.000 residents. La ciutat ja no tenia aigua corrent ni electricitat a causa dels danys que li van causar, i els civils es van veure obligats a recollir aigua de pluja per beure al febrer.
El 26 de març de 2023, els mitjans de comunicació russos van informar que Muràdov va ser degradat del seu càrrec com a comandant del Districte Militar Oriental. Tot i que aquesta notícia no va ser confirmada oficialment pel govern rus, el cap del canal d'anàlisi militar rus Ribar, Mikhaïl Zvíntxuk, va declarar que Muràdov havia rebut unes vacances que "gairebé equivalen a la dimissió". Després d'això, els corresponsals de guerra russos van afirmar que havia estat reemplaçat com a comandant en funcions del Districte Militar Oriental pel tinent general Andrei Kuzmenko, malgrat romandre oficialment al capdavant.
Un informe de maig de 2023 de ReliefWeb va declarar que Vuhledar urban hromada, una unitat administrativa que conté Vuhledar i quatre pobles propers, només tenia 1.100 civils deixats d'una població anterior a la guerra de 26.000. La majoria dels civils són ancians, i tots els serveis com el menjar, l'aigua, l'electricitat i l'atenció sanitària són inexistents. Al juny, RadioFreeEurope va informar de 60 civils, inclosos tres nens morts des que van començar els combats a Vuhledar.
El 26 d'octubre de 2023, l'Institut per a l'Estudi de la Guerra, un laboratori d'idees amb seu als Estats Units, va avaluar que les pèrdues blindades russes al voltant de Vuhledar van impedir que el comandament rus es comprometés a realitzar assalts mecanitzats en altres parts d'Ucraïna a la primavera i l'hivern de 2023.